# Dammastock
Le Dammastock est le point culminant des Alpes uranaises à 3 631 m d'altitude, à cheval sur les cantons d'Uri et du Valais, en Suisse.
Faisant partie du massif de l'Aar-Gothard, il est situé approximativement entre la vallée de l'Aar à l'ouest, celle de la Reuss à l'est et le val d'Urseren au sud. Il domine au nord le col de la Furka et surplombe, sur son versant ouest valaisan, le bassin d'alimentation du glacier du Rhône.